# Stigmella alba
Stigmella alba là một loài bướm đêm thuộc họ Nepticulidae. Nó được tìm thấy ở Arizona và British Columbia.